# Pierre Marchand (compositeur)
Pour les articles homonymes, voir Pierre Marchand et Marchand.
Pierre Marchand (né en 1958 à Montréal) est un auteur-compositeur, musicien et producteur de musique canadien.
Il est notamment connu pour son travail avec Sarah McLachlan dont il a produit tous les albums depuis Solace en 1991. Il a également coécrit certains titres.
Il a aussi travaillé avec de nombreux autres auteurs-compositeurs-interprètes comme les Sœurs McGarrigle, Rufus Wainwright, Ron Sexsmith, Leigh Nash, Stevie Nicks, Daniel Lanois, The Devlins, Greg Keelor, Patty Larkin ou Lhasa de Sela.
Il a remporté un prix Félix en tant que producteur et un prix Juno. 
Son studio d'enregistrement, le Studio PM est situé dans la Petite Italie à Montréal.